# Philodromus luteovirescens
Philodromus luteovirescens là một loài nhện trong họ Philodromidae.
Loài này thuộc chi Philodromus. Philodromus luteovirescens được Arthur T. Urquhart. miêu tả năm 1893.